# إساءة مبطنة

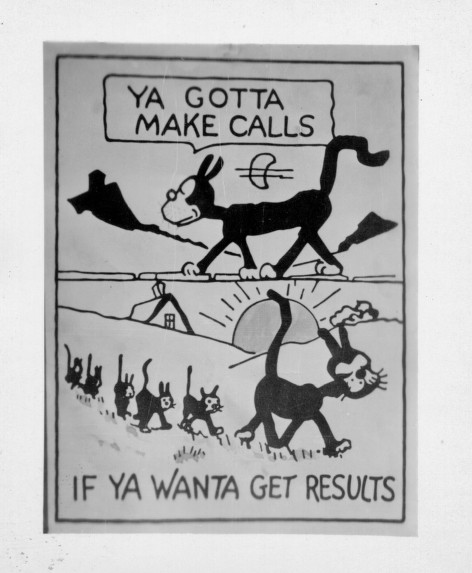

يكون التلميح تعليقًا أو سؤالًا حول شخص أو شيء ما وعادة ما يكون مهينًا ومستهزئًا فغالبًا ما يكون القصد منه إهانة شخص أو اتهامه بطريقة تجعل كلمات الشخص بريئة.
وفقًا لقاموس المتعلم المتقدم في أوكسفورد، يعد التلميح «ملاحظة غير مباشرة حول شخص أو شيء ما، وعادة ما يشير إلى شيء غير مهذب»، مثل: «تلميحات عن حياتها الخاصة» أو «الأغنية المليئة بالتلميحات الجنسية».

## التلميحات الجنسية
اكتسب المصطلح «تلميح جنسي» معنى محدد، هو معنى كلمة "risqué" المزدوجة، يتمثل في تغيير لفظ بريء إلى تفسير جنسي. على سبيل المثال: «نحن بحاجة إلى التعمق»، يمكن اعتبارها إما طلبًا لمزيد من التحقيق أو إشارة جنسية.
في سياق قانون التشهير، فإن المعنى الغامض هو المعنى الذي لا يتم تضمينه بشكل مباشر في الكلمات، ولكن يفهمها من يقرأها بناءً على معرفة خاصة.

## السينما والتلفاز ووسائل الإعلام الأخرى
استخدمت الأفلام الكوميدية التلميح منذ بداية الفيلم الصوتي ومن الأمثلة البارزة هي سلسلة الأفلام كاري أون (1958–1992). واستخدمت المسلسلات والعروض الكوميدية البريطانية أيضاً التلميح مثل  جولة في المنزل وAre You Being Served. فقد كان التلميح الجنسي المعتدل عنصراً أساسياً في البانتوميم البريطاني.
كانت العديد من البرامج التلفزيونية التي تستهدف جماهير الأطفال غالبًا ما تستخدم التلميحات في محاولة للترفيه عن جماهير المراهقين / البالغين دون تجاوز سياسات الرقابة على شبكتهم.
في برنامج Scott Mills Show على راديو بي بي سي 1، يُطلب من المستمعين إرسال مقاطع من الراديو والتلفزيون مع تلميحات في سياق فكاهي، وهي ميزة تُعرف باسم "Innuendo Bingo" فيملأ المنشطين والضيوف أفواههم بالماء ويستمعون إلى المقاطع، ويفوز في اللعبة آخر شخص يبصق المياه بالضحك.